# Tango (aplicación móvil)

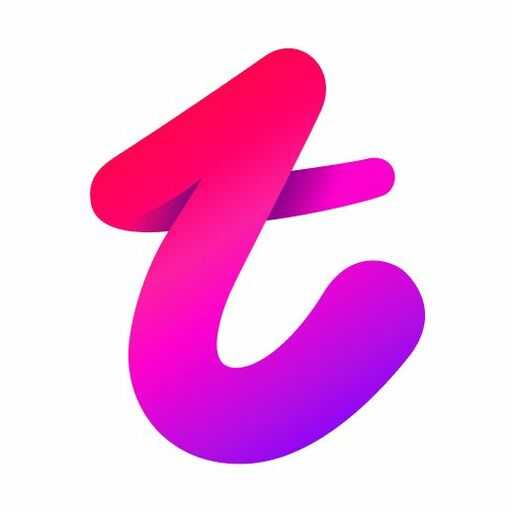
Tango

Tango es una aplicación móvil que permite el envío de mensajes, llamadas y/o videollamadas a través de smartphones. Actualmente está presente en 212 países y es móvil por 100 millones de personas. Cuenta con versiones en español, árabe, chino, inglés, francés,

## Historia
Con sede en Mountain View (California), fue creada en el año 2009 por Uri Raz, encargado de la dirección del producto y la estrategia, y Eric Setton, director de tecnología de la compañía. La creación de esta aplicación nace de la necesidad de los dos fundadores de comunicarse con sus familias, quienes se encontraban en el extranjero. Además de la necesidad de comunicarse, también necesitaban hacerlo a través algún dispositivo que no requiriese el uso de un ordenador, el teléfono móvil. 

## Características
- Al contrario que otras aplicaciones similares (como Skype o Viber), este software permite la aplicación de filtros para las fotos y los vídeos en tiempo real.
- Cuenta también con un editor de imágenes completo.
- Se trata de una aplicación gratuita.
- Permite a los usuarios jugar en línea a la vez que realizan una videollamada y la incorporación de animaciones al vídeo.
- El envío de mensajes de vídeo es ilimitado.
- La nueva actualización permite bloquear personas que no quieres ver.
- El tipo de conexión condiciona la calidad de la imagen.
- Cuenta con una versión de pago que ofrece muchas opciones extra.
- Se vincula a través de un número de teléfono.

## Sistemas compatibles
- iOS
- Android
- Windows Phone
- Windows XP (en ventana con apariencia como un móvil)